# قائمة مواقع التراث العالمي في السودان

هذه قائمة مواقع التراث العالمي في السودان، ومواقع التراث العالمي هي معالم ترشّحها لجنة التراث العالمي في اليونسكو لتُدرَج ضمن برنامج مواقع التراث العالمي الذي تديره اليونسكو. هذه المعالم قد تكون طبيعية، نحو الغابات وسلاسل الجبال، أو ثقافية أو من صنع الإنسان، نحو البنايات والمدن. ويعتمد الاختيار على عشرة شروط، الستة الأولى منها ثقافية والأربعة المتبقية طبيعية؛ وفي بعض الأحيان يطابق الموقع المختار ضمن اللائحة المعايير الثقافية والطبيعية معًا. وفقًا لمعاهدة مواقع التراث العالمي يحق لأي بلد عضو في اليونسكو ترشيح المواقع الطبيعية والثقافية لتوضع على لائحة التراث العالمي؛ تُصوِّت لجنة التراث العالمي على اختيار الموقع، شرط أن يكون مستوفيا لواحد من الشروط العشرة على الأقل.
يوجد في السودان ثلاثة مواقع مُدرجة ضمن قائمة مواقع التراث العالمي بعد أن أقرتها منظمة الأمم المتحدة للتربية والعلوم والثقافة (اليونسكو). كانت البداية مع جبل البركل ومواقع المنطقة النوبية التي أُدرجت سنة 2003، ويضم الجبل عددًا من المواقع الأثرية النوبية منها 13 معبدًا، و 3 قصور، التي اكتشفت عام 1820، وعددًا من الأهرامات (نحو 15 هرمًا) شيدت على الطراز المصري، وحملت أسماء الملوك الكوشيين الذين حكموا خلال تلك الفترة، منهم الملك «إكتسينس» أو «أريا ماني» و«صبرا كماني» و«تريكاس»، بالإضافة إلى ملكات كوشيات منهن الملكة «ناوي دماك» و«أماني ريناس». ومن ثم أضيفت منطقة مروي في سنة 2011، وبعدها سُجِّلت المحمية البحرية القومية لسنجانب والحديقة البحرية القومية لخليج جزيرة دنقناب في جزيرة مكوار في عام 2016.
أضافت اليونسكو في سنة 2021 خمسة مواقع سودانية إلى القائمة المؤقتة، وهي خطوة أولى لإدراجهم في قائمة التراث العالمي.

## قائمة مواقع التراث العالمي
| الصورة | الاسم(1)                                                                            | الموقع والإحداثيات                                                        | معيار الاختيار(2) | الرقم(3) | سنة التسجيل | الوصف العام |
| ------ | ----------------------------------------------------------------------------------- | ------------------------------------------------------------------------- | ----------------- | -------- | ----------- | --- |
|        | جبل البركل ومواقع المنطقة النوبية                                                   | الولاية الشمالية، مروي 18°32′00″N 31°49′00″E / 18.533333°N 31.816667°E    | ثقافي             | 1073     | 2003        | تمتد هذه المواقع الأثرية الخمسة على شريط يفوق طوله 60 كيلومترًا في وادي النيل. وتحمل كلها آثارًا من الثقافة النوبية (900 - 270 ق.م) والثقافة المروية (270 ق.م – 350 م) السائدتين في ظل دولة كوش الثانية. وتتضمن هذه المواقع قبورًا مزوّدة بأهرام أو مجرّدة منها، بالإضافة إلى معابد وأبنية سكنية وقصور. ومنذ عصور ما قبل التاريخ، ارتبط جبل البركل ارتباطًا وثيقًا بالتقاليد الدينية والفولكلور، أما المعابد الأساسية فلا يزال ينظر إليها على أنها أماكن ذات طابع أسطوري. |
|        | المواقع الأثرية في جزيرة مروي                                                       | الولاية الشمالية، مروي 16°56′00″N 33°43′00″E / 16.933333°N 33.716667°E    | ثقافي             | 1336     | 2011        | هي مناطق شبه صحراوية بين نهر النيل ونهر عطبرة، معقل مملكة كوش، التي كانت قوة عظمى بين القرنين الثامن والرابع قبل الميلاد، وتتألف من الحاضرة الملكية للملوك الكوشيين في مروي، بالقرب من نهر النيل، وبالقرب من المواقع الدينية في نقاء والمصورات الصفراء. كانت مقرًّا للحكام الذين احتلوا مصر لما يقرب من قرنٍ ونيّف، وتضن آثار أخرى، مثل الأهرامات والمعابد ومنازل السكن وكذلك المنشآت الكبرى، وهي متصلة كلها بشبكة مياه. امتدت إمبراطورية الكوشيين الشاسعة من البحر الأبيض المتوسط إلى قلب أفريقيا، وتشهد هذه المساحة على تبادل للفنون والهندسة والأديان واللغات بين المنطقتين.                              |
|        | المحمية البحرية القومية لسنجانب والحديقة البحرية القومية لخليج دونقناب وجزيرة مكوار | ولاية البحر الأحمر، السودان 19°44′10″N 37°26′35″E / 19.73611°N 37.44306°E | طبيعي             | 262      | 2016        | يضم الموقع منطقتين منفصلتين. الأولى هي سنجانب والتي تعد تجمعًا للشعاب المرجانيّة المعزولة، وتقع وسط البحر الأحمر ويعد هذا الموقع الجزيرة المرجانية الوحيدة في هذا البحر وتقع على بعد 25 كم من السواحل السودانيّة. أما المنطقة الثانية فهي خليج جزيرة دنقناب وجزيرة مكوار، وتقع هاتان الجزيرتان على بعد 125 كم شمال مدينة بورتسودان، وفيهما مجموعة متنوّعة من الشعاب المرجانيّة ونباتات الأيكة الساحلية والأعشاب البحريّة والشواطئ والجزر. يقطن في هاتين المنطقتين مجموعة من الطيور والثديات البحرية بالإضافة إلى أسماك القرش وشيطان البحر والسلاحف. كما يعد خليج جزيرة دنقناب مسكنًا مهمًّا لحيوان الأطوم البحري. |

## القائمة المؤقتة لمواقع التراث العالمي في السودان
القائمة الإرشادية المؤقتة لمواقع التراث العالمي، أو القائمة المؤقتة أو القائمة الأولية لمواقع التراث العالمي (بالإنجليزية: Tentative List)‏ (بالفرنسية: Listes indicatives)‏، وهي جرد لخصائص موقع ما لكل دولة على حدى، التي تعتزم كل دولة طرف أن تنظر في ترشيحها مستقبلا. وهي خطوة أولية أو تمهيدية ضرورية لولوج اللائحة الرسمية لمواقع التراث العالمي وفقًا لليونسكو، يُصادق عليها من طرف لجنة التراث العالمي.
سُجّلَ للسودان 9 مواقع ضمن اللائحة الإرشادية التمهيدية لليونسكو، وهي مُرتّبةٌ أدناه وفقًا لتاريخ إدراجها:
| الصورة | الاسم(1)                                    | الموقع والإحداثيات                                                                       | معيار الاختيار(2) | الرقم(3) | سنة التسجيل | الوصف العام |
| ------ | ------------------------------------------- | ---------------------------------------------------------------------------------------- | ----------------- | -------- | ----------- | --- |
|        | سواكن                                       | ولاية البحر الأحمر، السودان 19°06′N 37°20′E / 19.100°N 37.333°E                          | ثقافي             | 646      | 1994        | سَواكِنْ مدينة تقع في شمال شرق السودان، على الساحل الغربي للبحر الأحمر على ارتفاع 66 متر فوق سطح البحر وتبعد عن العاصمة الخرطوم قرابة 642 كيلومتر غربًا وعن مدينة بورتسودان 54 كيلومتر، وتضم منطقة أثرية تاريخية وكانت سابقًا ميناء السودان الرئيسي. بُنيت المدينة القديمة فوق جزيرة مرجانية وتحولت منازلها الآن إلى آثار وأطلال. |
|        | كرمة                                        | الولاية الشمالية، ولاية نهر النيل 19°36′2.89″N 30°24′35.03″E / 19.6008028°N 30.4097306°E | ثقافي             | 651      | 1994        | كانت تسمى كوش قديمًا، وهي مدينة تاريخية عمرها أكثر من 9500 عام، واسمها النوبي هو دكي قيل، وهي كلمة تعني التل الأحمر (حتى اليوم) باللغة النوبية المعاصرة. كانت المدينة عاصمة الكوشيين، وتقع في الولاية الشمالية من السودان على الضفة الشرقية لنهر النيل وتبعد قرابة 700 كيلو مترًا إلى الجنوب من مدينة أسوان. |
|        | دنقلا العجوز                                | الولاية الشمالية، ولاية نهر النيل 18°13′23″N 30°44′38″E / 18.22306°N 30.74389°E          | ثقاقي             | 652      | 1994        | بلدة سودانية تقع على الضفة الشرقية لنهر النيل، في الولاية الشمالية بالسودان، كانت مركزًا هامًا في بلاد النوبة في العصور الوسطى حين كانت عاصمة مملكة المقرة النوبية. وهي مدينة مهمة في التاريخ الإسلامي في السودان ويسميها بعض العلماء من المسلمين بعروس القرآن ويعتبر المسجد المقام بها من أقدم المساجد في أفريقيا. |
|        | محمية وادي هور الوطنية                      | السودان، تشاد 18°11′56″N 30°44′26″E / 18.19889°N 30.74056°E                              | طبيعي             | 1951     | 2004        | ضُمَّت المحميّة إلى هذه القائمة في 18 يوليو 2001، ومساحتها 100 ألف كيلومتر2 كواحدة من أكبر المحميات الوطنية في العالم، مع نباتات متنوعة وخصائص جيولوجية بارزة بما في ذلك المناظر الطبيعية البركانية. وفيها حيوانات متنوعة مثل غزال دوركاس والضأن البربري والنعام وغيرها. كان الوادي أكبر رافد للنيل من الصحراء بين 9500-3000 سنة قبل الميلاد. |
|        | محمية الدندر الطبيعية                       | ولاية سنار، ولاية النيل الأزرق وولاية القضارف 12°17′N 35°29′E / 12.29°N 35.48°E          | طبيعي             | 6515     | 2021        | هي محمية طبيعية على الحدود بين السودان وإثيوبيا. تحتضن مدينة الدندر السودانية واحدة من أكبر محميات أفريقيا الطبيعية ذات التنوع الحيوي. تتميز المحمية بتنوع بيئاتها لوقوعها قرب الهضبة الإثيوبية ذات المياه الوفيرة والأمطار الغزيرة التي تصل إلى أكثر من 600 ميلي متر سنويًا. تُعد واحدة من عشر محميات عالمية مصنفة من محميات المحيط الحيوي لاحتوائها على أندر سلالات الحيوانات والطيور. وتضم المحمية 27 نوعًا من الثدييات الصغيرة وما يقرب من مئتي نوع من الطيور و32 نوعًا من الأسماك وغيرها من الزواحف وأنواع الحيوانات الأخرى.                                                         |
|        | محمية جبل الدير الطبيعية                    | محلية الرهد، السودان 12°26′N 30°39′E / 12.44°N 30.65°E                                   | طبيعي             | 6516     | 2021        | تقع محمية جبل الدير الطبيعية بمحلية الرهد في الركن الجنوبي الشرقي من ولاية شمال كردفان. وهي تغطي مساحة إجمالية قدرها 615.460 كيلومتر2، وتقع ضمن الحدود الشمالية لغابات السافانا الجافة. يتراوح هطول الأمطار السنوي بين 250 ملم و600 ملم ابتداء من أواخر مايو مع ذروته في أغسطس وتتقلص في نهاية أكتوبر. يظهر جبل الدير من مسافة بعيدة كمجموعة من قمم الجبال، تتجمع في شكل دائري، مع عدة قمم بارتفاعات متفاوتة، يصل بعضها إلى أكثر من 1400 متر فوق مستوى سطح البحر. تحتوي المحمية على مجموعة حيوية متنوعة في أربع بيئات متميزة مع الحيوانات والنباتات الخاصة بها.                       |
|        | محمية الحسانية الطبيعية                     | ولاية نهر النيل، السودان 17°45′29″N 32°48′59″E / 17.7579256°N 32.816369°E                | طبيعي             | 6517     | 2021        | تقع محمية جبل الحسانية الوطنية في ولاية نهر النيل، وتتميز ببيئة صحراوية وشبه صحراوية، وتبلغ مساحتها قرابة 54966.69 كيلومتر2، وتبعد عن مدينة الدامر 50 كم غربًا، وتم إعلانها محميّةً وطنيّةً في سنة 2003. يحدها من الشمال جبل النالت ومن الجنوب الغربي جبل توبر ومن الجانب الغربي جبل سرجين وجبل سرمد. بيئة المحمية جافة (صحراوية) مع مناظر طبيعية مسطحة التي تمُر عبر الكُثبان الرملية والوديان والتلال والجبال. تشمل المجتمعات النباتية شجيرات الأكاسيا المتناثرة والأعشاب والنباتات الصحراوية، ومن الأنواع الحيوانية الشائعة في المنطقة: الأغنام البربرية، والقطط البرية، والثعالب وغيرها. |
|        | محمية الردوم الطبيعية                       | ولاية جنوب دارفور، السودان 9°10′N 24°0′E / 9.167°N 24.000°E                              | طبيعي             | 6518     | 2021        | هي محمية طبيعية وطنية تقع في أقصى الطرف الغربي بولاية جنوب دارفور بالسودان على ارتفاع 450 مترًا فوق سطح البحر وعلى مسافة 1121 كيلو مترًا تقريبًا من الخرطوم وقرابة 286 كيلو مترًا من نيالا على الحدود مع جنوب السودان وجمهورية أفريقيا الوسطى. ويشكل جزءً منها منطقة نزاعٍ حدوديٍّ مع دولة جنوب السودان بعد انفصاله عن السودان في 2011، وقد تم إعلانها محمية وطنية في عام 1981. تتميز المحمية بتنوعها الحيوي وحياتها البرية التي تهددها عدة عوامل بشرية، وسُجِلَت في منظمة الأمم المتحدة للتربية والعلوم والثقافة اليونسكو، ضمن محميات الشبكة العالمية لمحميات المحيط الحيوي.                    |
|        | جبل مرة/ ديربا كالديرا (بحيرة فوهة البركان) | دارفور، السودان 12°57′N 24°16′E / 12.95°N 24.27°E                                        | طبيعي             | 6519     | 2021        | هو جزء من براكين جبال مرة في دارفور، السودان. يقع الجبل على قبة دارفور تشكلت كالديرا دريبا التي يبلغ عرضها 5 كيلومترات نتيجة انفجار بركان جبل مرة منذ قرابة 3500 عام. يعتبر البركان خامدًا، وليس منقرضًا، حيث لا تزال الينابيع الساخنة وفتحات الغاز والبخار موجودة. في حين أن جبل مرة مرتفع بما يكفي (3042 مترًا) ليكون المناخ فيه معتدلًا ومعدل هطول الأمطار مرتفعًا. |

## خريطة المواقع
| جبل البركل ومواقع المنطقة النوبية المواقع الأثرية في جزيرة مروي المحمية البحرية القومية لسنجانب دونقناب وجزيرة مكوار مواقع التراث العالمي في السودان |

## مُلاحظات
- «1»: الاسم؛ كما أدرجته لجنة التراث العالمي.[34]
- «2»: معيار الاختيار؛ فئة الموقع (ثقافي، طبيعي، مختلط).[35]
- «3»: الرقم؛ الرقم المرجعي لدي منظمة الأمم المتحدة للتربية والعلوم والثقافة (اليونسكو).

## وصلات خارجية
- مواقع التراث العالمي في السودان. موقع اليونسكو، باللغة الإنجليزية.
- القائمة المؤقتة لمواقع التراث العالمي في السودان. موقع اليونسكو، باللغة الإنجليزية.
- أهم المعالم الأثرية. موقع رئاسة الجمهورية - القصر الجمهوري.
- المناطق السياحية في السودان (مناطق الأثرية). موقع وزارة الإعلام السودانية.